# Агрызский кантон
Агрызский кантон (тат. Әгерҗе кантоны) — административно-территориальная единица в составе Татарской АССР, располагавшаяся в северо-восточной её части и существовавшая с 1921 по 1924 годы. Центр кантона — город Агрыз. Площадь — 890 км², население — 42 836 (1922, по данным НКВД).

## История
Агрызский кантон был создан 3 декабря 1921 года путём выделения его из состава Елабужского кантона, образованного полтора года ранее. В связи с этим, центр кантона — село Агрыз — получил статус города.
В 1924 году упразднён и включён в состав Елабужского кантона.

## Административно-территориальное деление
В состав Агрызского кантона входили 5 волостей:
- Агрызская волость,
- Исенбаевская волость,
- Кучуковская волость,
- Сарсак-Омгинская волость,
- Старо-Чекалдинская волость.